# Crișeni
Crișeni (in ungherese Cigányi) è un comune della Romania di 2 527 abitanti, ubicato nel distretto di Sălaj, nella regione storica della Transilvania.
Il comune è formato dall'unione di 3 villaggi: Cristur-Crișeni, Crișeni, Gârceiu.